# Scymniscus fuerschi
Scymniscus fuerschi é uma espécie de insetos coleópteros polífagos pertencente à família Coccinellidae.
A autoridade científica da espécie é Plaza, tendo sido descrita no ano de 1981.
Trata-se de uma espécie presente no território português.